# Гребенніков Віктор Олександрович
Ві́ктор Олекса́ндрович Гребе́нніков (нар. 17 березня 1986, Миколаїв) — український спортсмен, академічне веслування, майстер спорту України міжнародного класу.

## Короткий життєпис
Закінчив Миколаївський національний університет імені В. О. Сухомлинського.
Працює спортсменом-інструктором спортивної команди внутрішніх військ МВС України. Представляє Миколаївську обласну організацію.
У 2007 році став переможцем молодіжного чемпіонату світу з академічного веслування.
Брав участь в Олімпіаді-2012 — веслування, чоловіча вісімка.
Липень 2013 на Універсіаді — срібло, двійка без стернового — разом з Антоном Холязниковим.